# Rolf Trexler

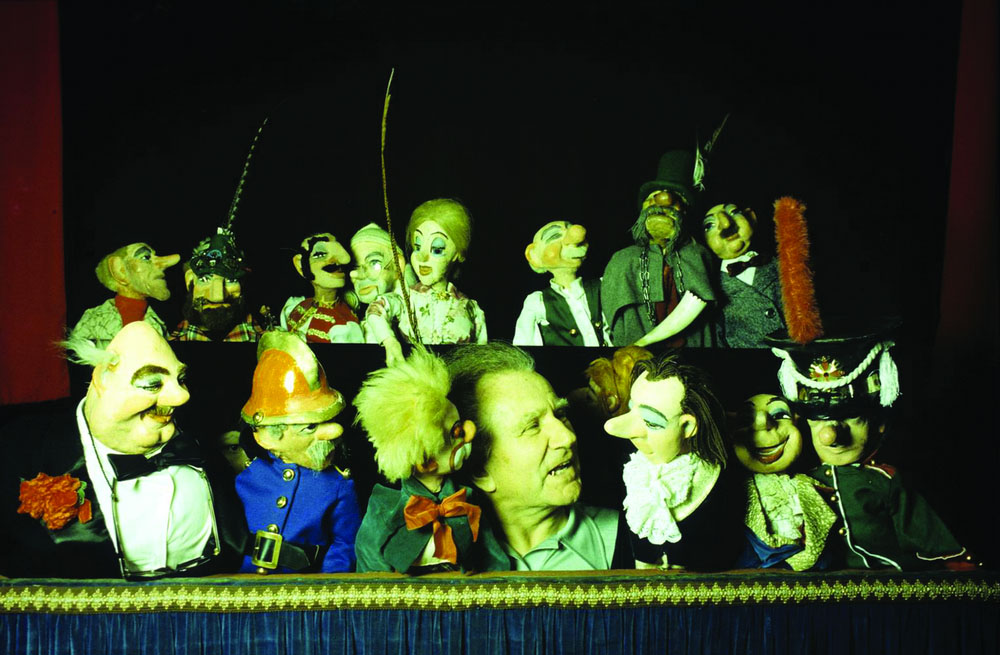
Rolf Trexler und seine Figuren

Rolf Trexler (* 6. Mai 1907 in Zwickau; † 15. Juni 1985 in Rothenburg ob der Tauber) war ein deutscher Puppenspieler, der eher zum Puppenkabarett für Erwachsene neigte als zum Kasperltheater. Er beschrieb sich als Lustigmacher. Sein Beitrag zum Figurentheater lag in der Entfaltung eines Stils aus Sergej Obraszows Arbeit und der javanischen Stabpuppentechnik.

## Leben

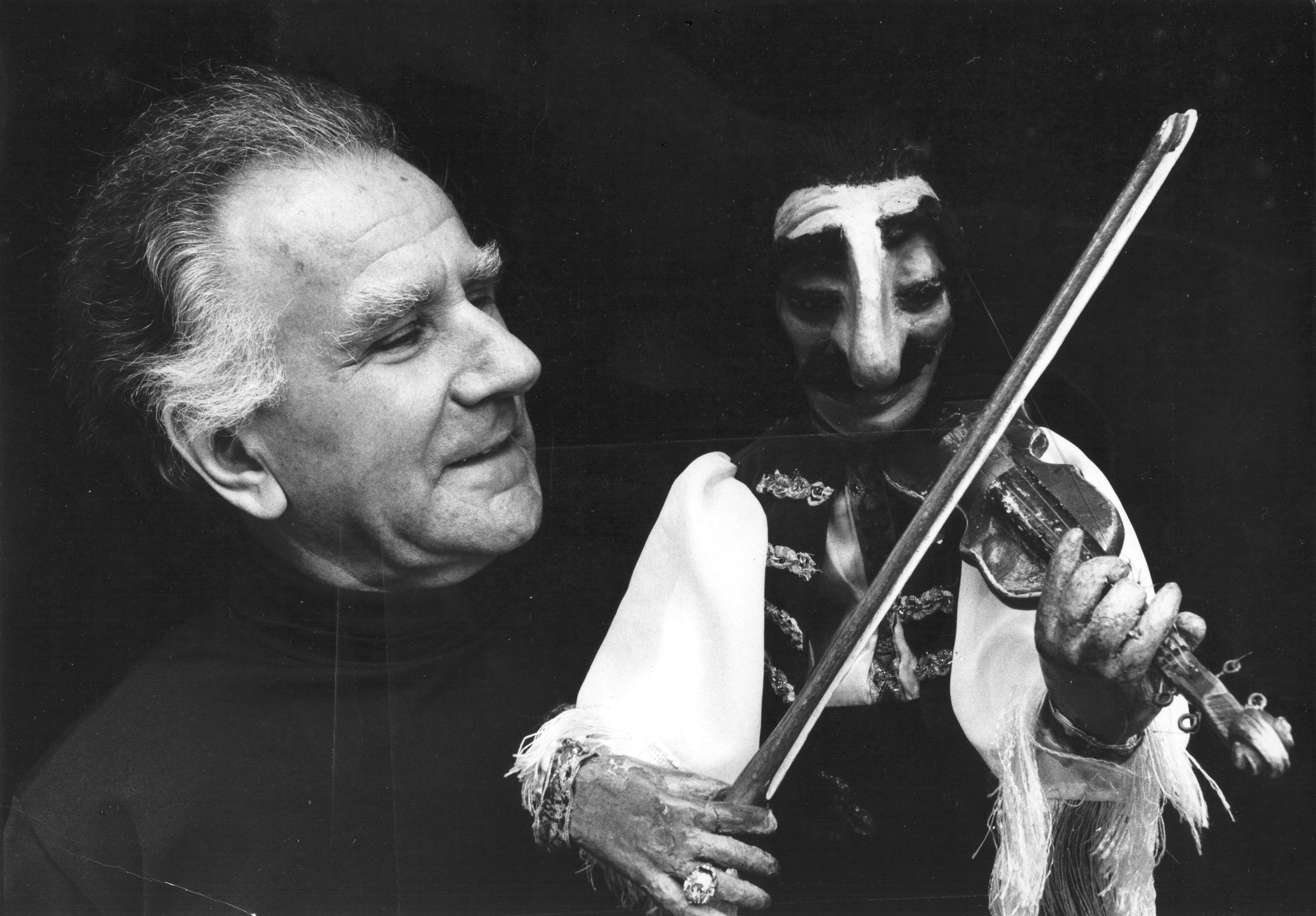
Rolf Trexler und sein Geiger Joshi Popriko

Rolf Trexler kam zum Puppenspiel durch Max Jacob, dem er beim Wandervogel begegnete. Ab 1922 zeichnete er Bühnen und Werbeplakate für die Hartensteiner Handpuppenspiele und später das Hohnsteiner Puppentheater. Von 1926 bis 1930 studierte Trexler an der Staatlichen Akademie für Graphische Künste und Buchgewerbe in Leipzig mit Abschluss als akademischer Maler und Grafiker. Mit Gert Fröbe musizierte er in den Straßen Zwickaus. Jacob ermutigte ihn 1935 zur Gründung der Erzgebirgischen Puppenspiele in Hartenstein, um Jacobs Hohnsteiner Bühne zu entlasten.
Als Kraftfahrer im Zweiten Weltkrieg stieß Trexler in der Stadtbibliothek von Poltawa auf Sergej Obraszows Buch Der Schauspieler und die Puppe, worin er die Vereinigung der Handpuppe mit den Gesten der Marionette beschreibt. Aus dieser Vorstellungswelt entwickelte Trexler nach Kriegsende neue eigene Puppen, Bühnen und Geschichten. Das erste Stück eigenen Stils war Das Goldene Herz im ostfriesischen Wittmund im März 1946. Ende 1946 übersiedelte er nach Lippstadt und taufte seine Erzgebirgischen Puppenspiele um in Romantische Puppenspiele. Nach 1949 arbeitete Trexler wieder als Grafiker, bis er 1950 Burgwart des Schlosses Freusburg in Kirchen/Sieg wurde.
Um mit dem Figurentheater, wie er es nannte, zu überleben, machte Trexler ab 1952 damit auch Industriewerbung, bspw. für die Dralon-Faser der Bayer AG. Trexler vertrat die Auffassung, dass Kunst und Wirtschaft einander auf Gegenseitigkeit nützen. Aus den kurzen Messestücken entstand 1954 das Sommertheater in Rothenburg ob der Tauber im Figurentheater am Weißen Turm. Aus dem Wirken Obraszows und mit seinen eigenen Klappmaulfiguren und der im Lande noch unbekannten Spieltechnik der javanischen Stabpuppen-Mechanik schuf Trexler einen Stil, der seinem Sprachempfinden gerecht wurde. So verewigte er Kurt Tucholsky und Karl Valentin auf der Puppenbühne, die dadurch zum Puppenkabarett wurde.
1962 übersiedelte Trexler nach Lindau am Bodensee. In den Gassen von Lindau spielte sein Kabarett der Puppen, wo sich Pablo Picasso im Gästebuch bedankte. Auf dem Weltkongress der Union Internationale des Marionettes (UNIMA) in München begegnete er schließlich seinem Vorbild Obraszow. Nach einer Zwischenstation in Bad Wörishofen kehrte er 1969 nach Rothenburg zurück. In einer ausgebauten Scheune am Burgtor eröffnete er Rolf Trexlers Figurentheater, das bis heute besteht. Mittlerweile spielte er fast nur noch Puppenkabarett für ein – zunehmend internationales – Erwachsenenpublikum. 1983 verkaufte Trexler das Theater an Heinz Köhler.
Rolf Trexler soll recht eigenwillig gewesen sein: „außerhalb der Norm“. Mit solchem Zeugnis vereitelte 1982 der Bürgermeister die Ehrung mit dem Bundesverdienstkreuz. Trexler starb am 15. Juni 1985 im Alter von 78 Jahren in Rothenburg.